# マタガルパ県
マタガルパ県（マタガルパけん、Departamento de Matagalpa）は、ニカラグア中部の県である。イサベリア山脈やダーレン山脈があり、標高は高い。パンアメリカンハイウェイが県西部を南北に走り、イサベリア山脈伝いにカリブ海沿岸のプエルト・カベサス（Puerto Cabezas）へと主要幹線道路で結ばれている。面積8,523km2、人口484,900人（2005年）、県都はマタガルパである。

## 隣接する県
北部にヒノテガ県、北西部にエステリ県、西部にレオン県、南部にマナグア県、ボアコ県、東部に南カリブ自治地域、北カリブ自治地域に接している。

## 基礎自治体
1. Ciudad Darío
2. Esquipulas
3. マタガルパ
4. Matiguas
5. Muy Muy
6. Rancho Grande
7. Río Blanco
8. San Dionisio
9. San Isidro
10. San Ramón
11. Sébaco
12. Terrabona
13. Tuma-La Dalia